# Ryś (Łódź)
Ryś (Nederlands: lynx) is een dorp in de Poolse woiwodschap Łódź. De plaats maakt deel uit van de gemeente Sokolniki.